# George Constantine
George Constantine (n. 22 februarie 1918 – d. 7 ianuarie 1968) a fost un pilot de curse auto american care a evoluat în Campionatul Mondial de Formula 1 în sezonul 1959.